# 克尼斯納
奈斯那是南非的城鎮，位於該國南部，由西開普省負責管轄，距離普利登堡灣25公里，始建於1871年，面積58.35平方公里，2001年人口33,675，人口密度每平方公里580人。

## 外部連結
- Knysna Municipality （页面存档备份，存于）
- Knysna Tourism Bureau （页面存档备份，存于）
- Knysna hiking trails （页面存档备份，存于）